# Capital temporária
Uma capital temporária ou capital provisória é uma cidade ou vila escolhida por um governo como base provisória de operações devido a alguma dificuldade em manter ou estabelecer o controle de uma área metropolitana diferente. As circunstâncias mais comuns que levam a isso são uma guerra civil, onde o controle da capital é contestado, ou durante uma invasão, onde a capital designada é tomada ou ameaçada.
Por definição, uma capital temporária está localizada em algum lugar no território do país, ao contrário de uma capital no exílio localizada no território de um país diferente. No entanto, a capital de um país pode entrar e sair do exílio ao longo de um conflito.

## Exemplos atuais
- Devido à atual Guerra Civil Sudanesa, o Sudão estabeleceu uma capital temporária em Porto Sudão a partir de 2023, enquanto Cartum está sob ataque. [1]
- Devido à atual Guerra Civil Iemenita, o Iêmen declarou Áden como sua capital provisória, enquanto sua capital de jure, Saná, é controlada pelos rebeldes Hutis. A declaração foi feita pelo então presidente Abd Rabbuh Mansur Al-Hadi na sequência do Golpe de Estado no Iêmen de 2014-2015. [2]
- Devido ao Conflito do Saara Ocidental, a República Árabe Saaraui Democrática tem uma capital temporária declarada em Tifariti (anteriormente Bir Lehlou), em contraste com sua capital de jure, El Aiune, que é controlada pelo Marrocos. No entanto, sua sede de fato fica no exílio em Rabouni, província de Tindouf, Argélia.

### Capitais provinciais
Devido à Guerra Russo-Ucraniana, a capital do Oblast de Donetsk foi transferida de fato de Donetsk para Mariupol em junho de 2014, e depois para Kramatorsk em outubro de 2014, onde está atualmente.

### Outras razões
Brades atua como capital temporária de facto de Montserrat desde 1998, depois que a capital de jure de Montserrat, em Plymouth, no sul da ilha, foi abandonada em 1997 após ter sido soterrada pelas erupções do vulcão Soufriere Hills em 1995. Prédios governamentais provisórios foram construídos em Brades, que se tornou a nova capital temporária em 1998. A mudança deve ser temporária, mas desde então a cidade continua sendo a capital de fato da ilha. Uma nova capital oficial está sendo construída na área de Little Bay. 

## Século XXI
- Lviv, no oeste da Ucrânia, foi de facto uma capital temporária da Ucrânia durante a Batalha de Kiev, no início da invasão russa da Ucrânia em fevereiro de 2022, com vários outros governos realocando suas embaixadas. [4] [5] As embaixadas foram transferidas de volta para Kiev depois que a batalha terminou com uma vitória ucraniana.
  - Devido à Guerra Russo-Ucraniana, a capital do Oblast de Luhansk foi transferida de fato de Luhansk para Sievierodonetsk em 2014. Desde a queda de Sievierodonetsk em junho de 2022, o governo da região de Luhansk está operando remotamente na Ucrânia.
- O gabinete turco usou Esmirna como capital temporária por um curto período após a tentativa de golpe em 15 de julho de 2016.
- Durante a Guerra Civil Líbia de 2011, o Conselho Nacional de Transição (CNT) declarou que sua base de operações em Bengasi seria a capital temporária da República Líbia, já que o CNT havia declarado anteriormente que sua capital era Trípoli, controlada pela Grande Jamahiriya Árabe Popular Socialista da Líbia de Muammar Gaddafi. [6]
- O Governo Federal de Transição da Somália se reuniu em vários locais dentro de seu território, além de Mogadíscio, enquanto este último foi considerado perigoso demais para se reunir, como Baidoa em 2007.
- Entre 1996 e 2001, a Aliança do Norte no Afeganistão transferiu a capital de Cabul para Talocan, seguida por Feizabade.

## Guerra Fria
- Depois de 1945, a Alemanha considerou Berlim como a capital alemã. Mas devido ao início da Guerra Fria, a própria Berlim foi dividida e 161 km além da Fronteira Interna Alemã, dentro da zona controlada pelos soviéticos que logo se tornaria a República Democrática Alemã. Como resultado, Bona foi estabelecida como capital temporária da República Federal da Alemanha até que os dois países se reunissem em 1990. O governo da República Federal da Alemanha e a maior parte de seus escritórios se mudaram para Berlim, mas uma grande parte de seus escritórios permanece em Bona. (A Lei Fundamental Alemã só menciona a capital desde 2008).
- No auge da Guerra Civil Chinesa, em 1949, a República da China, cuja capital era Nanquim, evacuou seu governo central, militares e muitos cidadãos leais — totalizando cerca de 1,2 a 2 milhões de indivíduos — para a cidade de Taipé, localizada na ilha de Taiwan.
  - A Constituição da República da China não menciona uma capital de jure, deixando a questão para outros textos oficiais, que eram inconsistentes inicialmente. Por exemplo, um texto oficial de 1967 declarou Taipei como a "capital da guerra", um de 1969 e um de 1975 declararam Taipé como a "capital" e um de 1979 declarou Nanquim como a "capital nacional". A partir de 1982, documentos oficiais declararam consistentemente Taipé como a capital. Os livros didáticos publicados pelo Ministério da Educação de Taiwan deixaram de descrever Nanquim como a capital em 2002. [7]
- Durante a Guerra de Libertação de Bangladesh em 1971, o Governo Provisório de Bangladesh declarou Mujibnagar como capital temporária, embora a sede do governo no exílio tenha permanecido em Calcutá durante a maior parte da guerra.
- Durante a Primeira Guerra da Indochina (1946–1954), o governo do Vietnã do Norte mudou-se de Hanói para Việt Bắc.
- Durante a Guerra da Coreia, o governo sul-coreano mudou temporariamente sua capital para Busan antes do avanço do Exército Popular Coreano, que conquistou e ocupou Seul. A Coreia do Sul restabeleceu Seul como capital permanente da Coreia do Sul após o Armistício da Guerra da Coreia.
  - Durante a ofensiva da ONU na Coreia do Norte, a Coreia do Norte mudou temporariamente sua capital de Pyongyang para Sinŭiju, seguida por Kanggye. Entre 1948 e 1972, a Coreia do Norte também afirmou na sua Constituição que Seul era a sua capital de jure e que Pyongyang era uma capital temporária. [8]

## Segunda Guerra Mundial
- Durante a Segunda Guerra Sino-Japonesa, a capital da República da China, Nanquim, foi capturada pelo Império do Japão, forçando a República da China a se mudar para Chongqing.
- Após a queda da França, a França Livre inicialmente estabeleceu uma capital no exílio em Londres. À medida que reconquistava território, a capital de facto foi transferida para Brazzaville, seguida por Argel e, finalmente, de volta para Paris.
  - A capital constitucional da França de Vichy continuou sendo Paris, com Vichy sendo descrita como uma capital provisória. [9] Após a Libertação da França pelos Aliados, o regime exilou-se em Sigmaringen.
- Durante a Segunda Guerra Mundial, devido às ações de evacuação após a invasão da Alemanha Nazista e a Batalha de Moscou, a União Soviética teve diferentes capitais de facto:
  - Kuybyshev (agora Samara) — capital temporária planejada em caso de ocupação de Moscou e capital administrativa e diplomática temporária de facto
  - Sverdlovsk (hoje Ecaterimburgo)  — capital industrial temporária de fato
  - Cazã — capital científica temporária de fato
  - Tiumen — capital espiritual temporária de fato devido à presença dos restos mortais de Vladimir Lenin
- O Parlamento da Finlândia mudou-se de Helsinque para Kauhajoki durante a Guerra de Inverno.

## Período entreguerras
- Durante a Guerra Civil Espanhola, os nacionalistas inicialmente tiveram uma capital temporária em Burgos; quando os nacionalistas começaram a sitiar Madri, os republicanos mantiveram capitais temporárias primeiro em Valência e depois em Barcelona. A capital retornou a Valência quando o Barcelona caiu na Ofensiva da Catalunha.
- Lituânia em Kaunas em vez de Vilnius durante o período entreguerras, quando a Polônia controlava esta última cidade (ver Capital temporária da Lituânia).
- O regime "branco" pan-russo de Alexander Kolchak  em Omsk durante a Guerra Civil Russa.
- Após o Armistício de 11 de novembro de 1918, que pôs fim aos combates na Primeira Guerra Mundial, Berlim, como capital, foi considerada perigosa demais para a Assembleia Nacional usar como local de reunião, por causa dos tumultos de rua ocorridos após a Revolução Alemã. Portanto, a calma e centralmente localizada Weimar foi escolhida como capital temporária (ver República de Weimar).

## Primeira Guerra Mundial
- Durante a Guerra Civil Finlandesa em 1918, Vaasa serviu como capital temporária da Finlândia Branca quando os Guardas Vermelhos controlavam a capital de jure, Helsinque. Vaasa continuou a servir como capital até a Batalha de Helsinque.
- Durante a Campanha Sérvia na Primeira Guerra Mundial, o governo do Reino da Sérvia mudou temporariamente sua sede de Belgrado para Niš (1914–1915) e Corfu (1916–1918).
- Durante a Primeira Guerra Mundial, o governo da Romênia mudou-se para Iaşi após a queda de Bucareste para as potências centrais. [10]

## Século XIX
- O governo da Primeira República das Filipinas sob Emilio Aguinaldo teve quatro capitais temporárias diferentes durante a Revolução Filipina contra a colonização espanhola e a subsequente ocupação americana: Malolos, Bacolor, Cabanatuan e Palanan.
- Durante a Guerra Franco-Prussiana (1870–1871), o Governo de Defesa Nacional da França manteve duas capitais temporárias. O presidente Louis-Jules Trochu liderou os ministérios do governo na Paris sitiada, enquanto o ministro do Interior, Léon Gambetta, evacuou outros ministérios para Bordeaux.
- Durante o período que antecedeu e as primeiras semanas da Guerra Civil Americana, o governo provisório dos Estados Confederados da América reuniu-se em Montgomery, Alabama [11] antes de se mudar para Richmond, Virgínia, depois de a Virgínia se juntar à Confederação. Da mesma forma, após a queda de Richmond em 1865, o governo foi evacuado para Danville, Virgínia, antes da rendição de Robert E. Lee em Appomattox Court House. [11]
- Durante a Guerra Civil Colombiana (1860-1862), Pasto foi declarada capital temporária pelos líderes do Partido Conservador Colombiano. [12]
- Durante a Guerra da Independência da Hungria (1848-1849), o governo mudou-se de Budapeste para Debrecen. [13]
- Durante as Guerras Napoleônicas, Lisboa foi ocupada e Portugal mudou sua capital para o Rio de Janeiro, no Brasil Colônia.